# Thüngersheim
Thüngersheim – miejscowość i gmina w Niemczech, w kraju związkowym Bawaria, w rejencji Dolna Frankonia, w regionie Würzburg, w powiecie Würzburg. Leży około 12 km na północny zachód od Würzburga, nad Menem, przy drodze B27 i linii kolejowej Frankfurt nad Menem/Fulda - Würzburg.

## Demografia
|                    | 1939  | 1950  | 1961  | 1970  | 1987  | 1993  | 1994  | 1995  | 1996  |
| Liczba mieszkańców | 1 753 | 2 345 | 2 270 | 2 432 | 2 453 | 2 505 | 2 567 | 2 596 | 2 615 |
| ------------------ | ----- | ----- | ----- | ----- | ----- | ----- | ----- | ----- | ----- |